# إدوارد آرثر تومسون
إدوارد آرثر تومسون (بالإنجليزية: Edward Arthur Thompson)‏ هو مؤرخ أيرلندي، ولد في 22 مايو 1914 في وترفورد في جمهورية أيرلندا، وتوفي في 1994 في نوتنغهام في المملكة المتحدة.